# Acopa carina
Acopa carina là một loài bướm đêm trong họ Noctuidae.